# Vădeni
Vădeni é uma comuna romena localizada no distrito de Brăila, na região de Muntênia. A comuna possui uma área de 159.08 km² e sua população era de 4235 habitantes segundo o censo de 2007.